# Раудсепп, Хуго Густавович
Ви́ктор Па́уль Ху́го Ра́удсепп (эст. Viktor Paul Hugo Raudsepp; 10 июля 1883, деревня Ваймаствере, Лифляндская губерния, Российская империя — 15 сентября 1952, Озерлаг, Иркутская область, РСФСР, СССР) — эстонский и советский писатель, драматург, политик.

## Биография
В молодости переменил ряд профессий. С 1907 года — журналист, литературный критик и комментатор в различных газетах.
В 1917—1920 годах — активный член партии социалистов-революционеров, от которой входил в секретариат Эстонского Учредительного собрания (1919—1920). Был заместителем мэра города Вильянди.
В 1920 году отошёл от политической деятельности и полностью посвятил себя литературному творчеству.
С 1920 по 1924 год был литературным критиком. В 1924 году заболел туберкулёзом, год лечился. Позже жил в Элва, с 1936 года — в Тарту.
После окончания Второй мировой войны жил в Таллине. Стал одним из ведущих писателей и драматургов Эстонской ССР.
В 1951 году был арестован, приговорён к 10 годам лагерей в Сибири и этапирован в Иркутскую область. В сентябре 1952 года умер там во время строительства Байкало-Амурской магистрали. Реабилитирован посмертно.

## Творчество

Бюст Хуго Раудсеппу в Элва

Автор ряда небольших рассказов, критических статей по вопросам литературы и театра и большого количества фельетонов.
В 1923 году вышла из печати его первая комедия «Демобилизованный глава семьи» на тему о ломке быта в послевоенное время. Вслед за этой комедией написал более десятка пьес, по преимуществу бытовых. Некоторые комедии ставились в центральных театрах Эстонии помногу раз. Большинство из них пользуется большим успехом, переводилось на другие языки (финский, латышский) и ставилось также на финских и латышских сценах.
Современные эстонские литературные критики считают Хуго Раудсеппа крупнейшим драматическим писателем.

## Избранные произведения
- Sidemed ja sõlmed (1919)
- Imbi (1920)
- Kirju rida (1921)
- Vested (I—II, 1921—1924)
- Euroopa uuemast kirjandusest (1921)
- Ekspressionism (1922)
- Lääne-Euroopa sentimentalism ja haletundeline vool Eesti kirjanduses (1923)
- Demobiliseeritud perekonnaisa (1923)
- Ameerika Kristus (1926)
- Kikerpilli linnapead (1926)
- Ristteed (1926)
- Sinimandria (1927)
- Kohtumõistja Simson (1927)
- Siinai tähistel (1928)
- Püha Miikaeli selja taga (1928)
- Mikumärdi (1929)
- Mait Metsanurk ja tema aeg (1929)
- Põrunud aru õnnistus (1931)
- Vedelvorst (1932)
- Salongis ja kongis (1933)
- Isand Maikello sisustab oma raamatukappi (1934)
- Roosad prillid (1934)
- Jumala veskid (1936)
- Lipud tormis (1937)
- Mees, kelle käes on trumbid (1938)
- Roheline Tarabella (1938)
- Mustahamba (1939)
- Kompromiss (1940)
- Viimne eurooplane (1941)
- Kivisse raiutud (1942)
- Rotid (1946)
- Tagatipu Tiisenoosen (1946)
- Minu esimesed kodud. Mälestused I (1947)
- Tillereinu peremehed (1948)
- Küpsuseksam (1949)
- Lasteaed (1949)
- Vaheliku vapustused (2003)

## Память
- В городе Элва установлен бюст Хуго Раудсеппу.
- В 2008 году почта Эстонии выпустила памятную марку, посвящённую Хуго Раудсеппу